# مر مکی

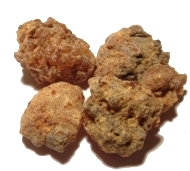
صمغ رزینی درختچه مرّ

مُرّ یا مرِّ مَکّی (به انگلیسی: Myrrh) نوعی صمغ یا سقز طبیعی است که از تعدادی گونه کوچک درخت خاردار از تیره بلسان استخراج می‌شود. از مر مکی در طول تاریخ به عنوان عطر، بخور و دارو استفاده می‌شده‌است.

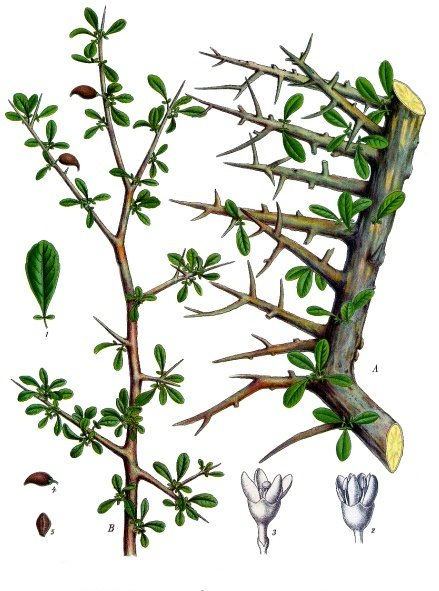
شاخه‌ها، برگ و گل‌های درختچه مرّ